# Oakville (Connecticut)
Oakville – jednostka osadnicza w Stanach Zjednoczonych, w stanie Connecticut, w hrabstwie Litchfield.